# Favria (bướm nhảy)
Favria là một chi bướm ngày thuộc họ Bướm nâu.